# 太平公主
太平公主（たいへいこうしゅ）は、唐の高宗の娘。母は武則天（則天武后）。同母兄は中宗・睿宗。公主は皇帝を父に持つ皇女のことを指すが、太平公主の場合、父母ともに皇帝である。清代に成立した『全唐文』の記述から、本名を李令月とする説もあるが、異説もある。

## 生涯

### 武則天の愛娘
高宗の末娘として生まれた。8歳の時、一度出家して太平の道号を授けられる。母の武則天は、自分と容姿や性格がよく似ていた娘の太平公主を寵愛し、吐蕃から公主の降嫁を願う申し出があった際も、決して許さなかった。
永隆2年（681年）、薛紹（城陽公主の子で従兄弟にあたる）に嫁して二男二女を生んだものの、夫は皇族の李沖（越王李貞の子）の謀叛に連座して捕らえられ獄死した。続いて載初2年（690年）、武照が伯父の武士譲の孫の武攸曁（武懐運（名は弘度）の子）の妻を処刑し、太平公主は武攸曁に再嫁して二男二女を生んだ。

### 武周期の公主
病気がちな高宗に代わって母の武則天が垂簾政治を執り始めると、その相談役として武則天政権の一翼を担う。武則天が皇帝に即位して武周を建てた後、公主も母の側近として隠然たる勢力を持った。武則天が病に倒れたと、その愛人であった張易之・張昌宗兄弟が専横を極めたため、神龍元年（705年）、張兄弟を倒し、兄の中宗を即位させることに成功し、皇族中の重要人物として名を高める。鎮国太平公主の号に尊封された。

### 武韋の禍
その後、宰相の張柬之により武則天は退位し、天下は唐王朝に復するが、張兄弟と組んでいた従兄弟の武三思が張柬之を失脚させ、安楽公主（中宗と韋皇后の娘）と結び、景雲元年（710年）、不倫の暴露を恐れた安楽公主が韋后と組んで中宗を毒殺した。「第二の武則天」となるべく韋后が温王李重茂（殤帝）を擁立して傀儡としたのを危ぶみ、甥の李隆基（後の玄宗）と謀り、韋后・安楽公主とその一族をことごとく誅殺して、李隆基の父の相王李旦（睿宗）を即位させた。ここに皇妹として太平公主の権勢は頂点に達し、万戸の封を与えられ、所生の男子3人もそれぞれ王に封ぜられ、一族も高位高官を占めた。一方、宰相の姚崇・張説を左遷させるなど専権を極めるが、これらのことにより、次第に皇太子の李隆基と対立を深めていくこととなる。

### 玄宗との対立と死
先天元年（712年）、睿宗が皇太子の李隆基に譲位すると、皇帝（玄宗）と公主の対立は激化した。公主は英明な玄宗の廃立を謀るが、陰謀が露顕する。先天2年（713年）7月、皇帝自ら兵300余を率いて公主一派を倒し、公主に死を賜った（終生、禁固を受けた説もある）。以後、玄宗の親政体制が確立し、「開元の治」と呼ばれる唐朝の最盛期につながっていく。

## 伝記史料
- 『新唐書』巻83　列伝第八　諸帝公主/高宗三女/太平公主

## 登場作品
テレビドラマ
- 『則天武后』（1995年）演：梁麗
- 「大明宮詞」（日本未公開、2000年）演：陳紅・周迅（少女時代）
- 『武則天 秘史（中国語版）』（2011年）演：鄭爽
- 『二人の王女』（2012年）演：アリッサ・チア
- 『謀りの後宮』（2013年）演：クリスティ・ヨン
- 「宮心計2深宮計」（日本未公開、2018年）演：陳煒